# Estación de Villarrobledo
Villarrobledo es una estación ferroviaria situada en el municipio español homónimo en la provincia de Albacete, comunidad autónoma de Castilla-La Mancha. Presta servicios de larga y media distancia operados por Renfe. Cumple también funciones logísticas.

## Situación ferroviaria
Se encuentra en el punto kilométrico 204,3 de la línea férrea de ancho ibérico Madrid-Valencia a 715,23 metros de altitud, entre las estaciones de Socuéllamos y de Minaya. El tramo es vía doble y está electrificado. 

## Historia
Villarrobledo posee una estación de tren con importante volumen de viajeros en las líneas de Madrid a Alicante, Valencia y Cartagena-Murcia. El origen de esta línea y parada tuvo lugar a mediados del siglo XIX, cuando se constituyó la empresa M.Z.A. (Madrid-Zaragoza-Alicante). Esta compañía, de capital mayoritario francés, fue auspiciada por los Rothschild, la francesa Sociedad de Crédito Gran Central y el Marqués de Salamanca. Aunque la inauguración oficial tuvo lugar en 1856, existe documentación sobre su uso, ya al menos, desde finales de agosto de 1854 en el tramo Villarrobledo- Albacete. Así mismo, quedó constancia de una prueba de velocidad, el 13 de marzo de 1855, donde se estableció el récord de 61 km/h. Este tramo es especialmente indicado para realizar este tipo de pruebas, por sus condiciones orográficas y las especiales características del tendido. En 1987 un Electrotrén basculante 443 alcanzó los 206 km/h entre Villarrobledo y Minaya y, en 1991 la locomotora s/269.601 alcanzó los 241,3 km/h entre Villarrobledo y La Roda.
Según reza en su fachada, en 1925 se inauguró la actual estación que sustituyó a la antigua, de mediados de siglo XIX, emplazada a unos 300 metros. En 1941, como consecuencia de la intervención estatal de las compañías ferroviarias de vía ancha, nace la RENFE y pasa a formar parte de la Red Nacional de Ferrocarriles Españoles. En 2004 con la nueva ley del sector ferroviario se encarga de su gestión Adif.

## La estación
El edificio para viajar es una estructura de base rectangular, de dos plantas y disposición lateral a las vías. Todas las puertas y ventanas están decoradas con pequeños frontones. Una amplia marquesina metálica cubre el andén lateral que se completa con otro andén central. 
Posee un amplio muelle para carga y descarga de mercancías, usado antiguamente para el traslado de tinajas por ferrocarril. En los últimos tiempos era un Centro Receptor de Remolacha Azucarera donde se recibía todo el gran volumen de producción de este tubérculo en la región y se expedía hacia las refinerías y fábricas de azúcar. Debido a las políticas agrícolas europeas este sector productivo ha desaparecido de la región y, con él, la utilidad de dicho Centro Receptor que ha sido completamente desmantelado.

## Servicios ferroviarios

### Larga Distancia
Los trenes de Larga Distancia que se detienen en la estación enlazan Barcelona con Sevilla. Los destinos permiten abarcar también la Comunidad Valenciana, Castilla-La Mancha y Andalucía dadas sus ubicaciones intermedias.

### Media Distancia
Los servicios de Media Distancia de Renfe tienen como principales destinos las ciudades de Madrid, Ciudad Real, Albacete, Alicante y Valencia . 